# Sophie Dee
Sophie Dee (Llanelli, Gales; 17 de enero de 1984) es una actriz pornográfica y modelo erótica galesa.

## Biografía
Sophie Dee, nombre artístico de Kirsty Hill, nació en la localidad galesa de Llanelli, al sur del país. Es hermanastra de las actrices porno Linsey Dawn McKenzie y Alyson McKenzie. Tras tener varios trabajos en cafeterías y de vender productos a domicilio, con el tiempo pasó a ser bailarina y estríper en Birmingham, llegando a tener eventualmente trabajos como modelo de topless, posando para el diario The Daily Sport y trabajando durante un año y medio como chica de la página tres en The Sun. En enero de 2005 se mudó a California para iniciar su carrera pornográfica, a los 21 años de edad.
Como actriz, ha trabajado en producciones de Evil Angel, Brazzers, Vixen, Abigail Productions, New Sensations, Girlfriends Films, Naughty America, Hustler, Private, 21Sextury, Diabolic Video, Twistys, Adam & Eve, Vivid o Elegant Angel, entre otras.
Dee fue la chica de portada de Booble.com en los meses de marzo y octubre de 2008.
En marzo del año 2009 se sometió a una operación de aumento de pecho, pasando a tener 114 cm de perímetro.
Ese año fue nominada en los Premios AVN a la Mejor escena de sexo lésbico en grupo por Squirt Gangbang 3, junto a Kristina Rose, Britney Stevens, Lexi Love, Jada Fire y Sindee Jennings.
Apareció en la primera temporada de 90210 como extra y en la serie Showtime utilizando el nombre de Look. También ha tenido una trayectoria como actriz de cine habiendo sido la actriz principal en una película independiente llamada Ricky Longdick y como actriz secundaria en The Hungover Games.
En 2011 debutó como directora con la película Sophie Dee's My Point of View, que también protagonizó.
En 2013 y 2014 recibió sendas nominaciones en los Premios XBIZ a la Mejor escena de sexo en película gonzo por Pool Party at Seymore's 3: The Sext Generation y Big Bodacious Knockers 9.
Otras de sus películas como actriz son 1 Lucky Fuck 2, Alone in the Dark 4, Best Of Sophie Dee, Big Breast Nurses, Creampie Surprise 5, Deep Tushy Massage 2, Girls Tribbing Girls - Big Round Bottoms, Horny Maids, Love My Butt, Pure Filth, Squirt Gangbang 3, Strawberry Milk Juggs o White Ass Attack 3.
Estuvo casada con el actor pornográfico afroamericano Lee Bang. Tiene dos perros pequineses, llamados "Bobo" y "Sammy". Dee se declara bisexual.
Se retiró en 2020, habiendo aparecido en más de 880 películas como actriz.
En 2025 fue incluida en el Salón de la fama de AVN.

## Premios y nominaciones

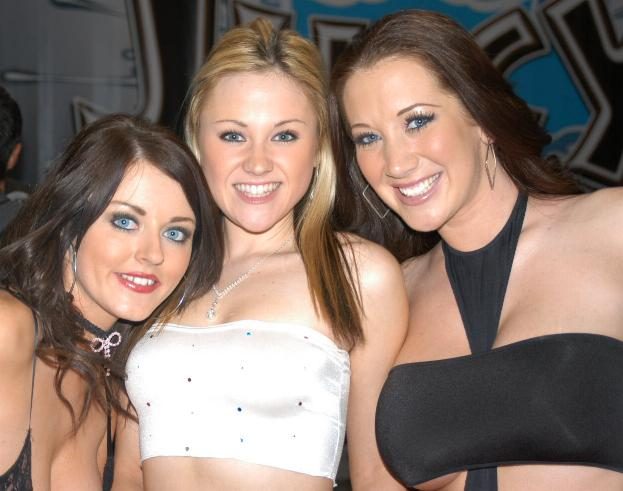
Sophie Dee junto a Sindee Jennings y Jayden Jaymes en la Expo AVN de 2007.

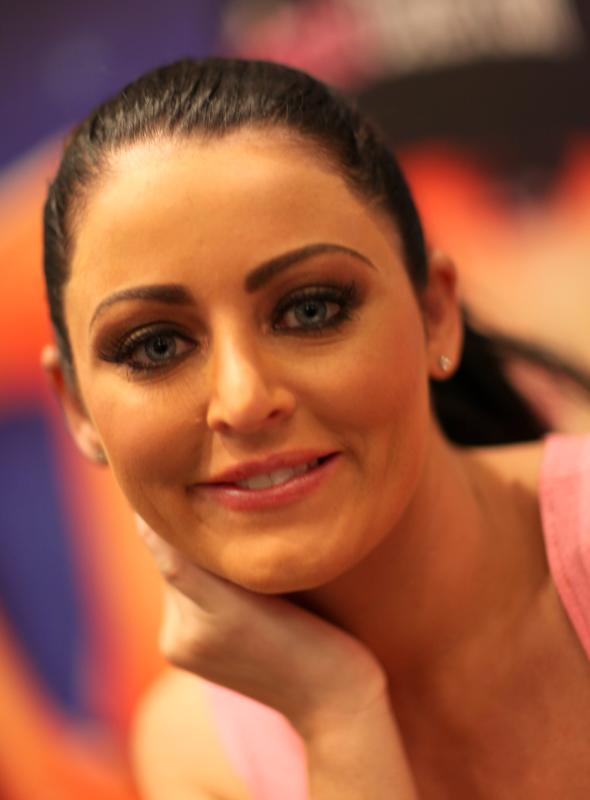
Sophie Dee en 2013

| Año  | Ceremonia             | Resultado | Premio                                        | Trabajo                                        |
| ---- | --------------------- | --------- | --------------------------------------------- | ---------------------------------------------- |
| 2008 | Premios Urban X       | Nominada  | Mejor estrella interracial                    | —                                              |
| 2009 | Premios AVN           | Nominada  | Artista femenina no reconocida del año        | —                                              |
| 2009 | Premios AVN           | Nominada  | Mejor escena de sexo lésbico en grupo         | Squirt Gangbang 3                              |
| 2009 | Premios AVN           | Nominada  | Mejor página web de un artista                | ClubSophieDee.com                              |
| 2009 | Premios FAMA          | Nominada  | Artista femenina no reconocida del año        | —                                              |
| 2010 | Premios AVN           | Nominada  | Estrella web del año                          | —                                              |
| 2010 | Premios Urban X       | Nominada  | Mejor estrella interracial                    | —                                              |
| 2010 | Premios Urban X       | Nominada  | Mejor sitio web interracial de un artista     | ClubSophieDee.com                              |
| 2010 | Premios FAMA          | Ganadora  | Artista femenina no reconocida del año        | —                                              |
| 2010 | Premios FAMA          | Ganadora  | Mejores pechos                                | —                                              |
| 2011 | Premios AVN           | Nominada  | Artista femenina no reconocida del año        | —                                              |
| 2011 | Premios Urban X       | Nominada  | Mejor escena de sexo lésbico                  | Sophie Dee’s Pussy Adventures                  |
| 2011 | Premios Urban X       | Nominada  | Mejor escena de chico/chica                   | Strawberry Milk Juggs                          |
| 2011 | Premios Urban X       | Ganadora  | Estrella interracial del año                  | —                                              |
| 2011 | Premios Urban X       | Ganadora  | Mejor escena de trío sexual                   | Sophie Dee's 3 Ways                            |
| 2012 | Premios AVN           | Nominada  | Artista femenina no reconocida del año        | —                                              |
| 2012 | Nightmoves            | Nominada  | Mejores pechos                                | —                                              |
| 2012 | Premios Urban X       | Nominada  | Estrella interracial del año                  | —                                              |
| 2012 | Premios Urban X       | Nominada  | Actriz femenina del año                       | —                                              |
| 2012 | Premios XRCO          | Nominada  | Unsung Siren of the Year                      | —                                              |
| 2013 | Premios AVN           | Nominada  | Artista femenina no reconocida del año        | —                                              |
| 2013 | Sex Awards            | Nominada  | Mejor cuerpo porno                            | —                                              |
| 2013 | Premios XBIZ          | Nominada  | Mejor escena de sexo en película gonzo        | Pool Party at Seymore's 3: The Sext Generation |
| 2013 | Nightmoves            | Ganadora  | Mejores pechos                                | —                                              |
| 2013 | Premios XRCO          | Nominada  | Unsung Siren of the Year                      | —                                              |
| 2014 | Nightmoves            | Nominada  | Mejores pechos                                | —                                              |
| 2014 | Nightmoves Fan Awards | Nominada  | Mejores pechos                                | —                                              |
| 2014 | Premios XBIZ          | Nominada  | Mejor escena de sexo en película gonzo        | Big Bodacious Knockers 9                       |
| 2015 | Premios AVN           | Nominada  | Estrella mainstream del año                   | —                                              |
| 2015 | Premios AVN           | Nominada  | Estrella web del año                          | —                                              |
| 2015 | Premios AVN           | Nominada  | Premio fan: Mejores pechos                    | —                                              |
| 2015 | Premios AVN           | Nominada  | Premio fan: Culo más caliente                 | —                                              |
| 2015 | Nightmoves            | Nominada  | Mejores pechos                                | —                                              |
| 2015 | Nightmoves            | Nominada  | Best Adult Film Star Feature Dancer           | —                                              |
| 2015 | Nightmoves Fan Awards | Nominada  | Mejores pechos                                | —                                              |
| 2015 | Nightmoves Fan Awards | Nominada  | Best Adult Film Star Feature Dancer           | —                                              |
| 2016 | Premios AVN           | Nominada  | Premio fan: Mejores pechos                    | —                                              |
| 2016 | Nightmoves            | Nominada  | Mejor presencia en línea                      | —                                              |
| 2016 | Nightmoves Fan Awards | Nominada  | Mejor presencia en línea                      | —                                              |
| 2017 | Premios AVN           | Nominada  | Premio fan: Mejores pechos                    | —                                              |
| 2020 | Premios XBIZ          | Nominada  | Mejor escena de sexo en película de todo sexo | Insatiable                                     |
| 2021 | Premios XBIZ          | Ganadora  | Estrella mediática del año                    | —                                              |
| 2022 | Premios XBIZ          | Nominada  | Estrella mediática del año                    | —                                              |
| 2023 | Premios XBIZ          | Nominada  | Estrella mediática del año                    | —                                              |
| 2025 | Premios XMA           | Nominada  | Estrella Crossover del año                    | —                                              |